# Wagerberg
Wagerberg ist eine Ortschaft und eine Katastralgemeinde der Marktgemeinde Bad Waltersdorf in der Steiermark.
Am östlichen Ende von Bad Waltersdorf gelegen, weist Wagerberg im Kern bäuerliche Strukturen auf; durch mehrfache Erweiterung des Siedlungsgebietes und der Rotten Hinterfeld, Sonntagsberg und Wagerberg gesellten sich aber auch zahlreiche Einfamilienhäuser dazu. Ursache ist nicht zuletzt die Heiltherme Bad Waltersdorf, die sich ebenso auf dem Gebiet der Katastralgemeinde Wagerberg befindet.

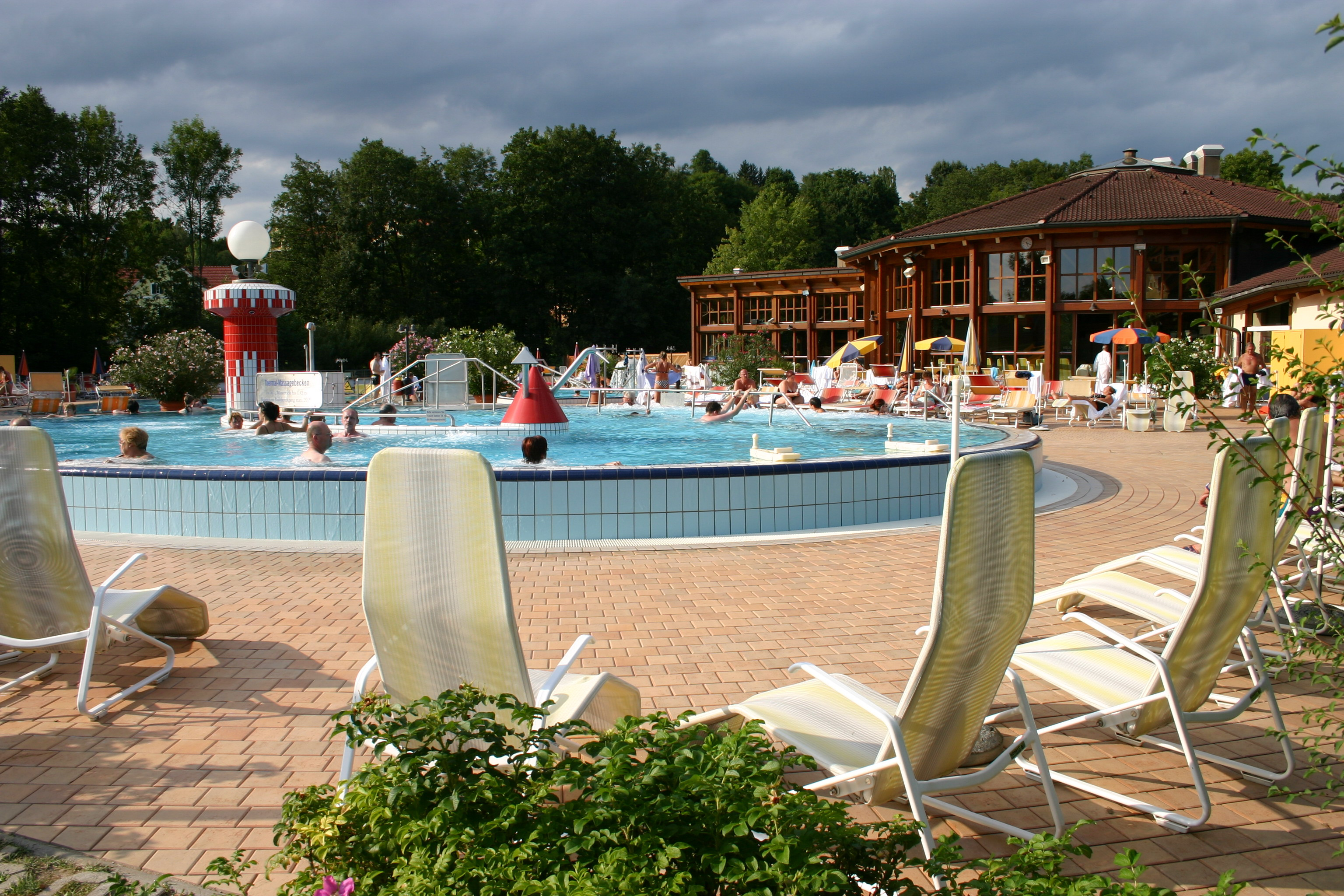
Heiltherme Bad Waltersdorf